# Maria Amelia di Baden
Maria Amelia di Baden , in francese: Marie Amelie Elisabeth Caroline (Karlsruhe, 11 ottobre 1817 – Baden-Baden, 17 ottobre 1888) fu un membro della famiglia granducale di Zähringen e per matrimonio divenne duchessa di Hamilton e Brandon.

## Biografia

### Infanzia

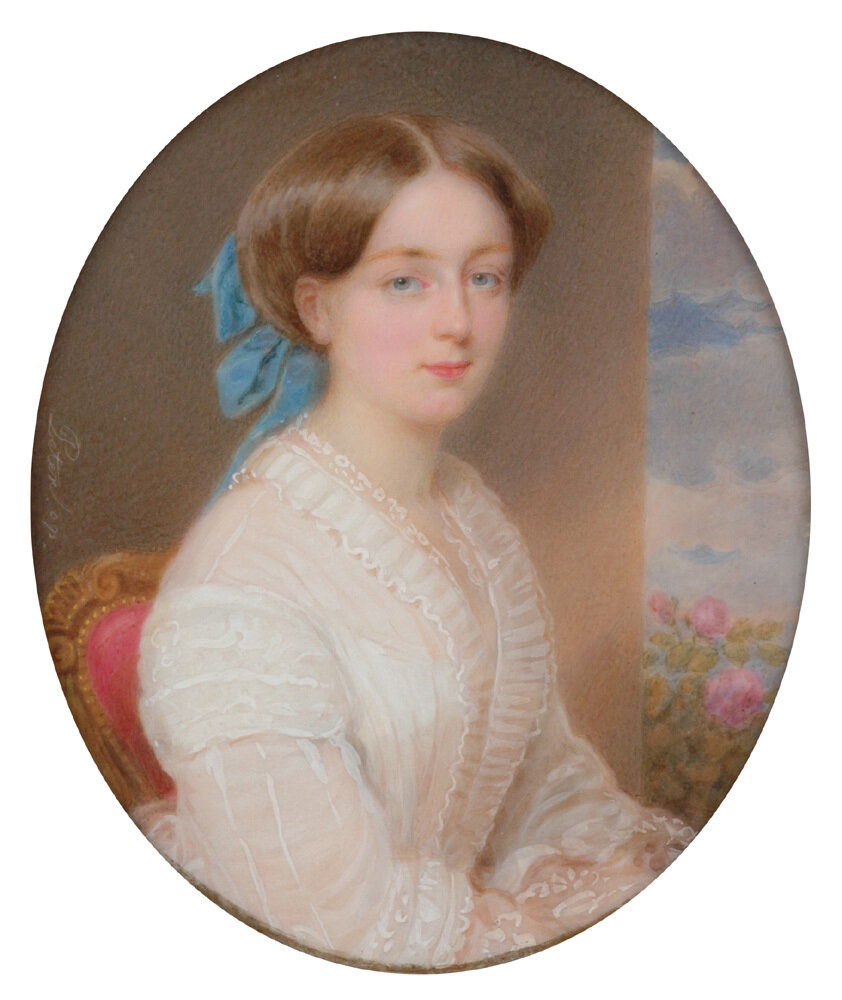
Maria Amelia in giovane età

La principessa Maria Amelia di Baden era figlia di Carlo II di Baden, Granduca di Baden dal 1811 al 1818, e di Stefania di Beauharnais

### Matrimonio

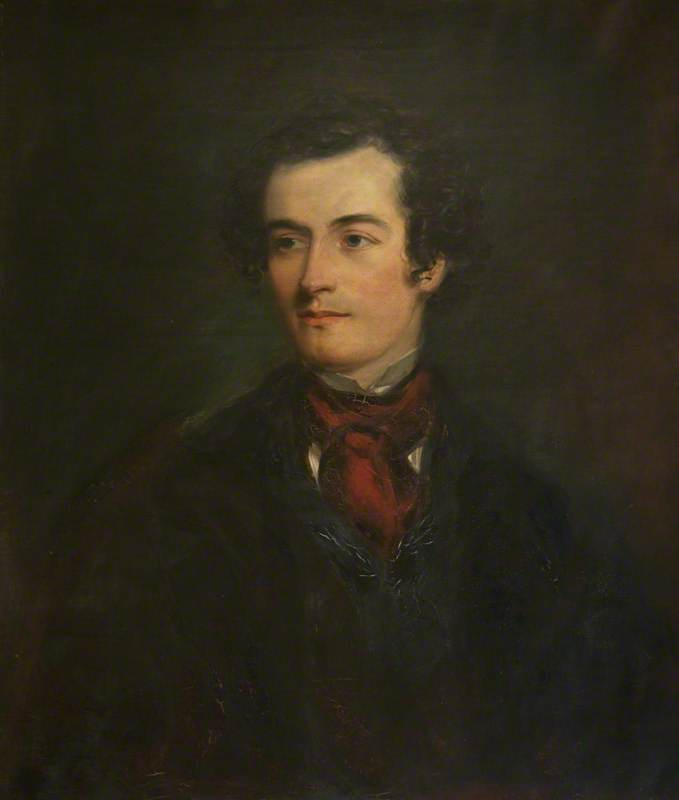
William Hamilton, XI duca di Hamilton, ritratto da Richard Buckner

Il 23 febbraio 1843 a Mannheim sposò il nobile scozzese William Hamilton, marchese di Douglas e Clydesdale (in seguito Duca di Hamilton). Ebbero due figli maschi e una femmina.

### Duchessa di Hamilton

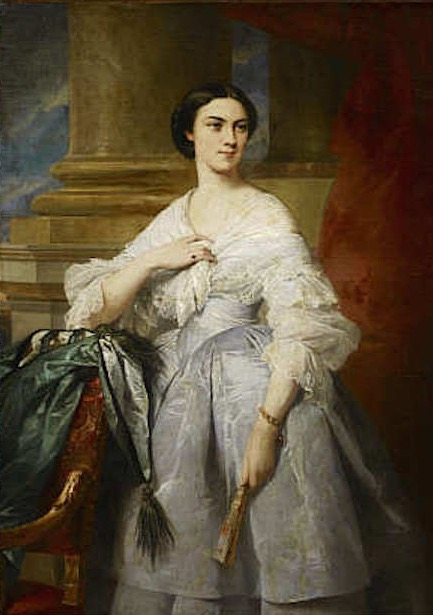
Maria Amelia di Baden, duchessa di Hamilton

Dopo il suo matrimonio, si trasferì a Brodick Castle sull'Isola di Arran e poi in seguito ad Hamilton Palace nel Lanarkshire, in Scozia. Suo marito successe come Duca di Hamilton dopo la morte di suo suocero nel 1852. Si convertì al cattolicesimo nel 1855.

### Vedovanza e morte

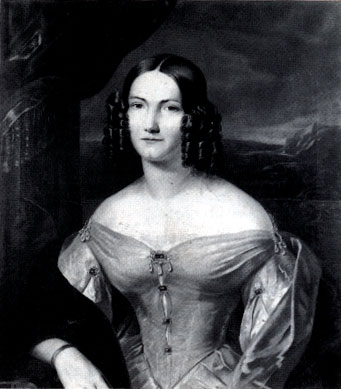
Maria Amelia in età adulta

Fu designata Maria Amelia, Principessa di Baden, Duchessa Vedova di Hamilton dopo la morte del marito nel 1863.
Attraverso sua figlia, è la bis-bisnonna dell'attuale principe regnante di Monaco, Alberto II.

## Discendenza

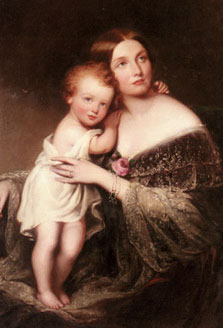
La Duchessa Maria Amelia col figlio William nel 1847

Dal matrimonio tra Maria Amelia e William Hamilton nacquero:
- William Douglas-Hamilton, XII duca di Hamilton (12 marzo 1845-16 maggio 1895);
- Charles George Douglas-Hamilton, VII conte di Selkirk (18 maggio 1847-2 maggio 1886);
- Lady Maria Vittoria Hamilton (11 dicembre 1850-14 maggio 1922), sposò prima Alberto I di Monaco, e poi Tassilo Festetics von Tolna.

## Ascendenza
|                                                     |                                                      |                                                       | Genitori                                                    |  |  | Nonni |  |  | Bisnonni                             |  |  | Trisnonni                                          |  |
|                                                     |                                                      |                                                       |                                                             |  |  |       |  |  | 8. Carlo Federico, granduca di Baden |  |  | 16. Federico, principe ereditario di Baden-Durlach |  |
|                                                     |                                                      |                                                       |                                                             |  |  |       |  |  | 8. Carlo Federico, granduca di Baden |  |  | 16. Federico, principe ereditario di Baden-Durlach |  |
|                                                     |                                                      | 17. Amalia di Nassau-Dietz                            |                                                             |  |  |       |  |  | 8. Carlo Federico, granduca di Baden |  |  |                                                    |  |
| 4. Carlo Luigi, principe ereditario di Baden        |                                                      |                                                       |                                                             |  |  |       |  |  | 8. Carlo Federico, granduca di Baden |  |  |                                                    |  |
|                                                     |                                                      | 9. Carolina Luisa d'Assia-Darmstadt                   | 18. Luigi VIII, langravio d'Assia-Darmstadt                 |  |  |       |  |  |                                      |  |  |                                                    |  |
|                                                     |                                                      | 9. Carolina Luisa d'Assia-Darmstadt                   | 18. Luigi VIII, langravio d'Assia-Darmstadt                 |  |  |       |  |  |                                      |  |  |                                                    |  |
|                                                     |                                                      | 9. Carolina Luisa d'Assia-Darmstadt                   | 19. Carlotta di Hanau-Lichtenberg                           |  |  |       |  |  |                                      |  |  |                                                    |  |
| 2. Carlo II, granduca di Baden                      |                                                      | 9. Carolina Luisa d'Assia-Darmstadt                   |                                                             |  |  |       |  |  |                                      |  |  |                                                    |  |
|                                                     |                                                      | 10. Luigi IX, langravio d'Assia-Darmstadt             | 20. Luigi VIII, langravio d'Assia-Darmstadt (= 18)          |  |  |       |  |  |                                      |  |  |                                                    |  |
|                                                     |                                                      | 10. Luigi IX, langravio d'Assia-Darmstadt             | 20. Luigi VIII, langravio d'Assia-Darmstadt (= 18)          |  |  |       |  |  |                                      |  |  |                                                    |  |
|                                                     |                                                      | 10. Luigi IX, langravio d'Assia-Darmstadt             | 21. Carlotta di Hanau-Lichtenberg (= 19)                    |  |  |       |  |  |                                      |  |  |                                                    |  |
| 5. Amalia d'Assia-Darmstadt                         |                                                      | 10. Luigi IX, langravio d'Assia-Darmstadt             |                                                             |  |  |       |  |  |                                      |  |  |                                                    |  |
|                                                     |                                                      | 11. Carolina del Palatinato-Zweibrücken-Birkenfeld    | 22. Cristiano III, conte palatino di Zweibrücken-Birkenfeld |  |  |       |  |  |                                      |  |  |                                                    |  |
|                                                     |                                                      | 11. Carolina del Palatinato-Zweibrücken-Birkenfeld    | 22. Cristiano III, conte palatino di Zweibrücken-Birkenfeld |  |  |       |  |  |                                      |  |  |                                                    |  |
|                                                     |                                                      | 11. Carolina del Palatinato-Zweibrücken-Birkenfeld    | 23. Carolina di Nassau-Saarbrücken                          |  |  |       |  |  |                                      |  |  |                                                    |  |
| 1. Maria Amelia di Baden                            |                                                      | 11. Carolina del Palatinato-Zweibrücken-Birkenfeld    |                                                             |  |  |       |  |  |                                      |  |  |                                                    |  |
|                                                     | 12. Claude de Beauharnais, conte des Roches-Baritaud | 24. Claude de Beauharnais, conte des Roches-Baritaud  |                                                             |  |  |       |  |  |                                      |  |  |                                                    |  |
|                                                     | 12. Claude de Beauharnais, conte des Roches-Baritaud | 24. Claude de Beauharnais, conte des Roches-Baritaud  |                                                             |  |  |       |  |  |                                      |  |  |                                                    |  |
|                                                     | 12. Claude de Beauharnais, conte des Roches-Baritaud | 25. Renée Hardouineau                                 |                                                             |  |  |       |  |  |                                      |  |  |                                                    |  |
| 6. Claude de Beauharnais, conte des Roches-Baritaud | 12. Claude de Beauharnais, conte des Roches-Baritaud |                                                       |                                                             |  |  |       |  |  |                                      |  |  |                                                    |  |
|                                                     |                                                      | 13. Fanny di Beauharnais                              | 26. François-Abraham-Marie Mouchard                         |  |  |       |  |  |                                      |  |  |                                                    |  |
|                                                     |                                                      | 13. Fanny di Beauharnais                              | 26. François-Abraham-Marie Mouchard                         |  |  |       |  |  |                                      |  |  |                                                    |  |
|                                                     |                                                      | 13. Fanny di Beauharnais                              | 27. Anne-Louise Lazure                                      |  |  |       |  |  |                                      |  |  |                                                    |  |
| 3. Stefania di Beauharnais                          |                                                      | 13. Fanny di Beauharnais                              |                                                             |  |  |       |  |  |                                      |  |  |                                                    |  |
|                                                     |                                                      | 14. Claude, III marchese de Lézay-Marnésia            | 28. Francois Gabriel, II marchese de Lézay-Marnésia         |  |  |       |  |  |                                      |  |  |                                                    |  |
|                                                     |                                                      | 14. Claude, III marchese de Lézay-Marnésia            | 28. Francois Gabriel, II marchese de Lézay-Marnésia         |  |  |       |  |  |                                      |  |  |                                                    |  |
|                                                     |                                                      | 14. Claude, III marchese de Lézay-Marnésia            | 29. Charlotte Antoinette de Bressey                         |  |  |       |  |  |                                      |  |  |                                                    |  |
| 7. Claudine de Lézay-Marnésia                       |                                                      | 14. Claude, III marchese de Lézay-Marnésia            |                                                             |  |  |       |  |  |                                      |  |  |                                                    |  |
|                                                     |                                                      | 15. Marie-Claudine de Nettancourt, dama de Vaubécourt | 30. Gaston Jean Baptiste Charles de Nettancourt-Vaubécourt  |  |  |       |  |  |                                      |  |  |                                                    |  |
|                                                     |                                                      | 15. Marie-Claudine de Nettancourt, dama de Vaubécourt | 30. Gaston Jean Baptiste Charles de Nettancourt-Vaubécourt  |  |  |       |  |  |                                      |  |  |                                                    |  |
|                                                     |                                                      | 15. Marie-Claudine de Nettancourt, dama de Vaubécourt | 31. Yolande Madeleine de Nettancourt de Passavant           |  |  |       |  |  |                                      |  |  |                                                    |  |
|                                                     |                                                      | 15. Marie-Claudine de Nettancourt, dama de Vaubécourt |                                                             |  |  |       |  |  |                                      |  |  |                                                    |  |

## Titoli e trattamento
- 11 ottobre 1817 - 23 febbraio 1843: Sua Altezza Granducale Principessa Maria di Baden
- 23 febbraio 1843 - 18 agosto 1852: Sua Altezza Granducale la Marchesa di Douglas e Clydesdale
- 18 agosto 1852 - 8 luglio 1863: Sua Altezza Granducale la Duchessa di Hamilton, Principessa di Baden
- 8 luglio 1863 - 17 ottobre 1888: Sua Altezza Granducale la Duchessa Vedova di Hamilton, Principessa di Baden